# Далтон, Одри
Одри Далтон (англ. Audrey Dalton; род. 21 января 1934, Дублин) — американская актриса ирландского происхождения. 

## Биография
Родилась в Дублине в семье Эммета Далтона, героя Ирландской Республики. Когда её семья ещё жила в Ирландии, она обучалась в школе при монастыре Святого Сердца в Дублине, а после переезда в Лондон поступила в Королевскую академию драматического искусства.
В 1952 году актриса переехала в США, где год спустя тайно вышла замуж за студента и бейсболиста из Калифорнийского университета Джеймса Х. Брауна, ставшего отцом её пятерых детей. В том же году дебютировала в кино в мелодраме «Моя кузина Рэйчел». Год спустя Одри Далтон появилась в одной из главных ролей в фильме-катастрофе «Титаник», удостоенном премии «Оскар» за лучший сценарий. Далее последовали роли в фильмах «Большая ночь Казановы» (1954), «Бой барабана» (1954), «Блудный сын» (1955), «Монстр, который бросил вызов миру» (1957), «За отдельными столиками» (1958) и «Мистер Насмешник» (1961).
У актриса также была активная карьера на телевидении, где она появилась в телесериалах «Большая долина», «Бонанза», «Телевизионный театр Крафта», «Дымок из ствола», «Перри Мейсон» и «Женщина-полицейский». В 1977 году Далтон развелась с Брауном, в 1979 году актриса вновь вышла замуж, за инженера Рода Ф. Сименса, в браке с которым состоит и в настоящее время.